# Punkva
Punkva – niewielka rzeka w Czechach, której większa część przebiega podziemnymi jaskiniami Krasu Morawskiego.
Punkva powstaje w podziemnych jaskiniach wskutek połączenia wód kilku pomniejszych strumieni. Najdłuższy z nich – Luha – rozpoczyna się pod szczytem Skalky – najwyższym wzniesieniem w regionie Drahanská vrchovina. W okolicy miejscowości Sloup do Luhy wpada Suchý Potok, tworząc Sloupský potok, który wpływa następnie do podziemnych korytarzy jaskiń Sloupsko-Šošůvskich, po czym przebiega przez Jaskinię Amaterską do przepaści Macocha.
Do ważniejszych dopływów Punkvy zalicza się też strumień Bílá Voda, mający źródła w okolicach Protivanova. Niedaleko Holštejnu strumień ten wpada do podziemi i biegnie dalej do Jaskini Amaterskiej. Bieg Punkvy w Jaskini Amaterskiej nie jest dokładnie znany, wiadomo jednak, że właśnie tam Sloupský Potok łączy się ze strumieniem Bílá Voda. Z Macochy Punkva płynie podziemiem Punkevní jeskyně, gdzie w ramach zwiedzania Krasu Morawskiego możliwy jest spływ łodzią.
Punkva opuszcza następnie podziemne korytarze, początkowo wracając do nich jeszcze co kilkadziesiąt metrów, po czym przepływa przez kilka stawów rybnych i ostatecznie wpada do Svitavy w okolicach Blanska.

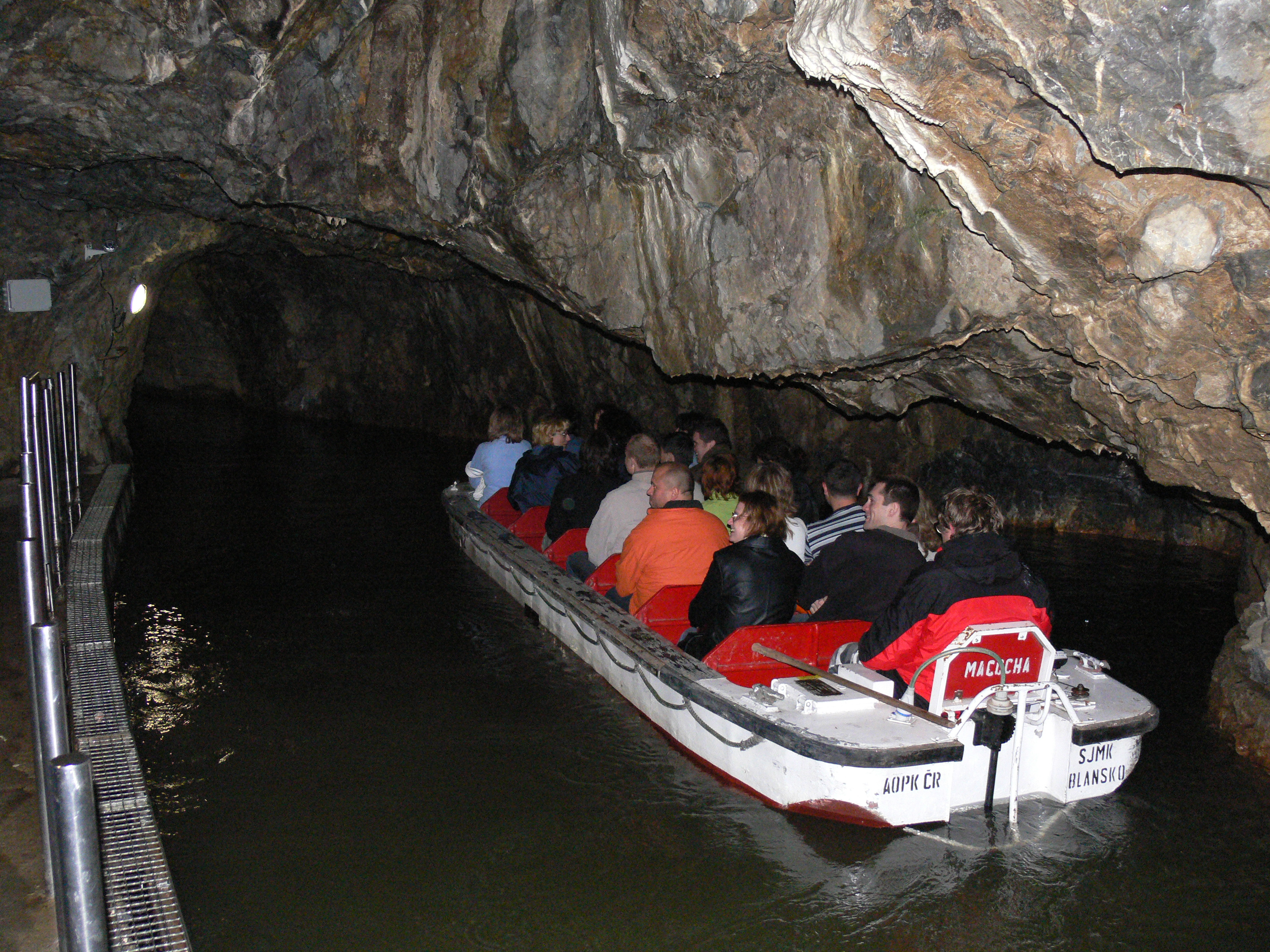
Podziemny spływ łodzią